# 菲氏獅子魚
菲氏獅子鱼，为輻鰭魚綱鮋形目杜父魚亞目狮子鱼科的其中一種。分布於西印度洋區的紅海海域，屬底棲性魚類，棲息在水深25至30公尺的水域，生活習性不明。